# Гросвайчен
Гросвайчен (нім. Großweitzschen) — громада у Німеччині, у землі Саксонія. Підпорядковується адміністративному округу Хемніц. Входить до складу району Середня Саксонія. 
Площа — 44,52 км2. Населення становить 2739 ос. (станом на 31 грудня 2020).
Офіційний код — 14 3 75 060. 

## Адміністративний поділ
Громада підрозділяється на 24 сільські округи. 

## Галерея

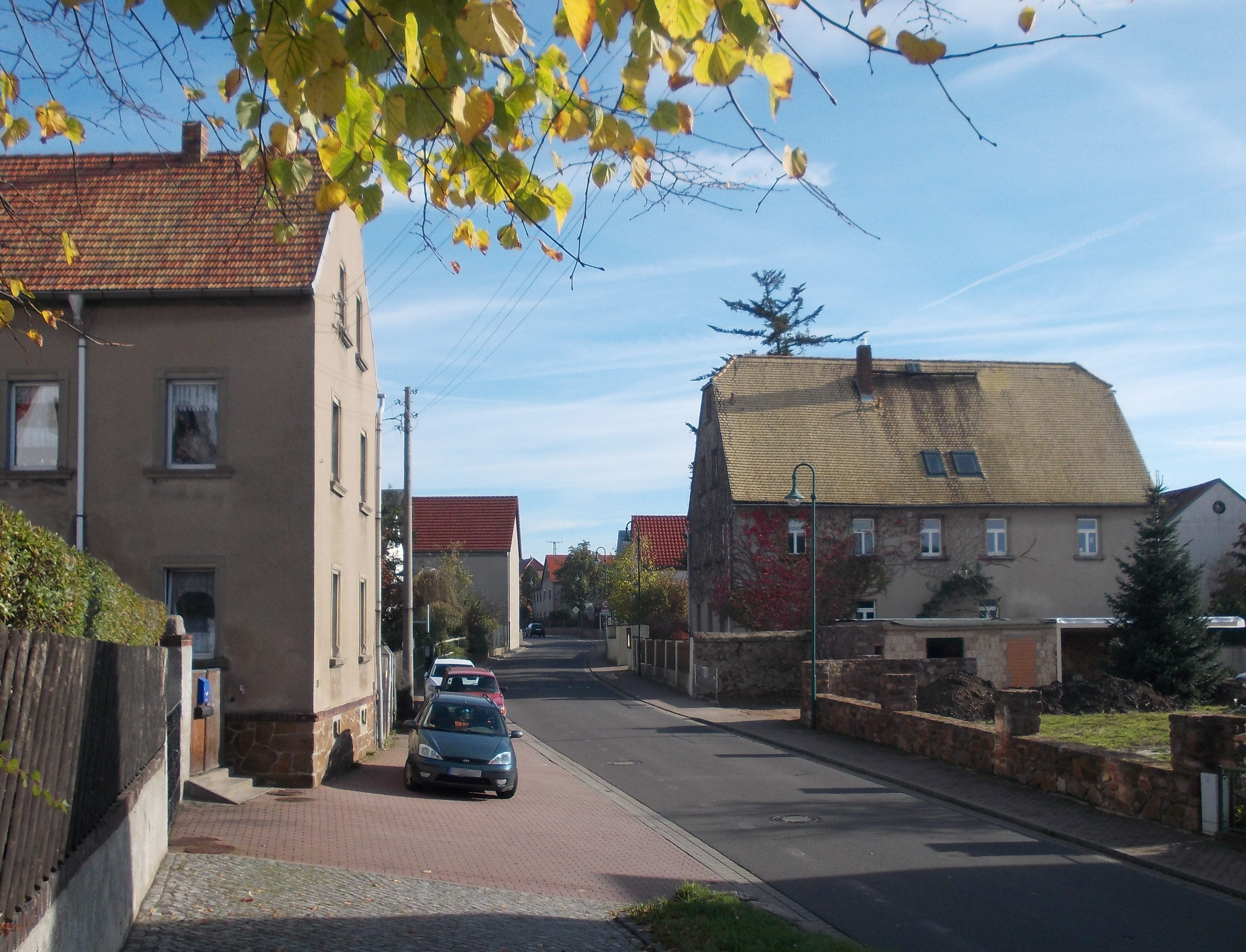
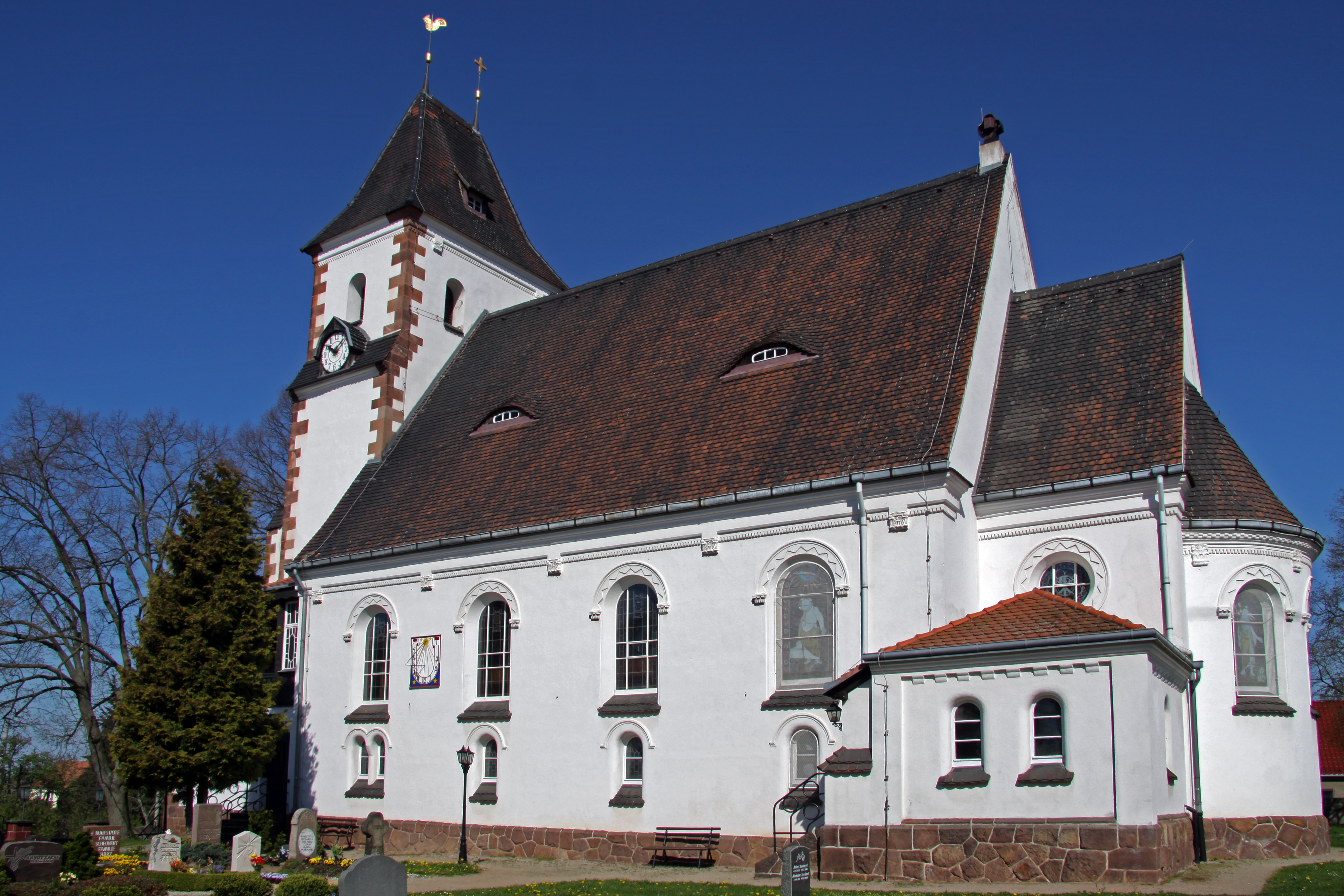
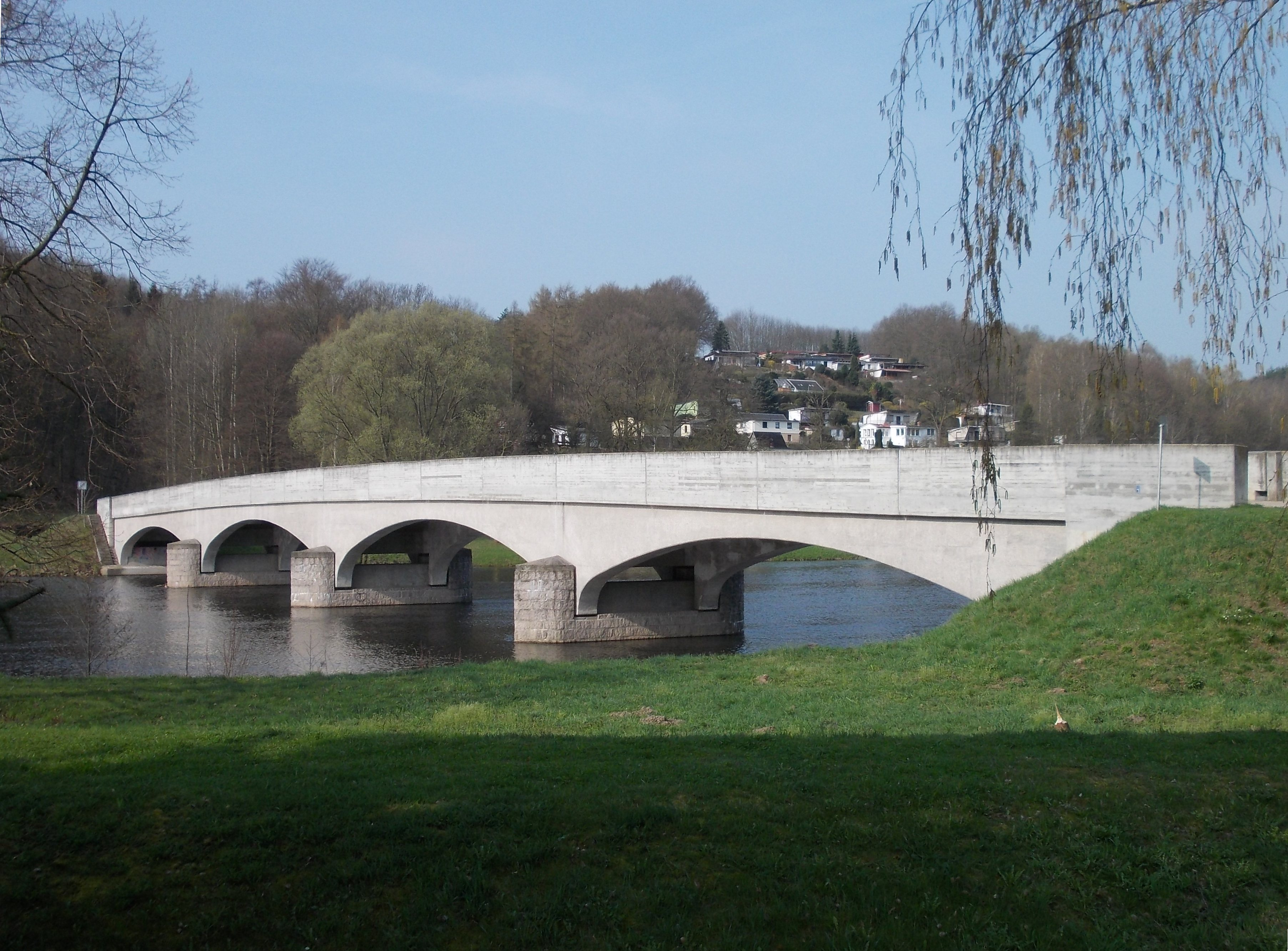
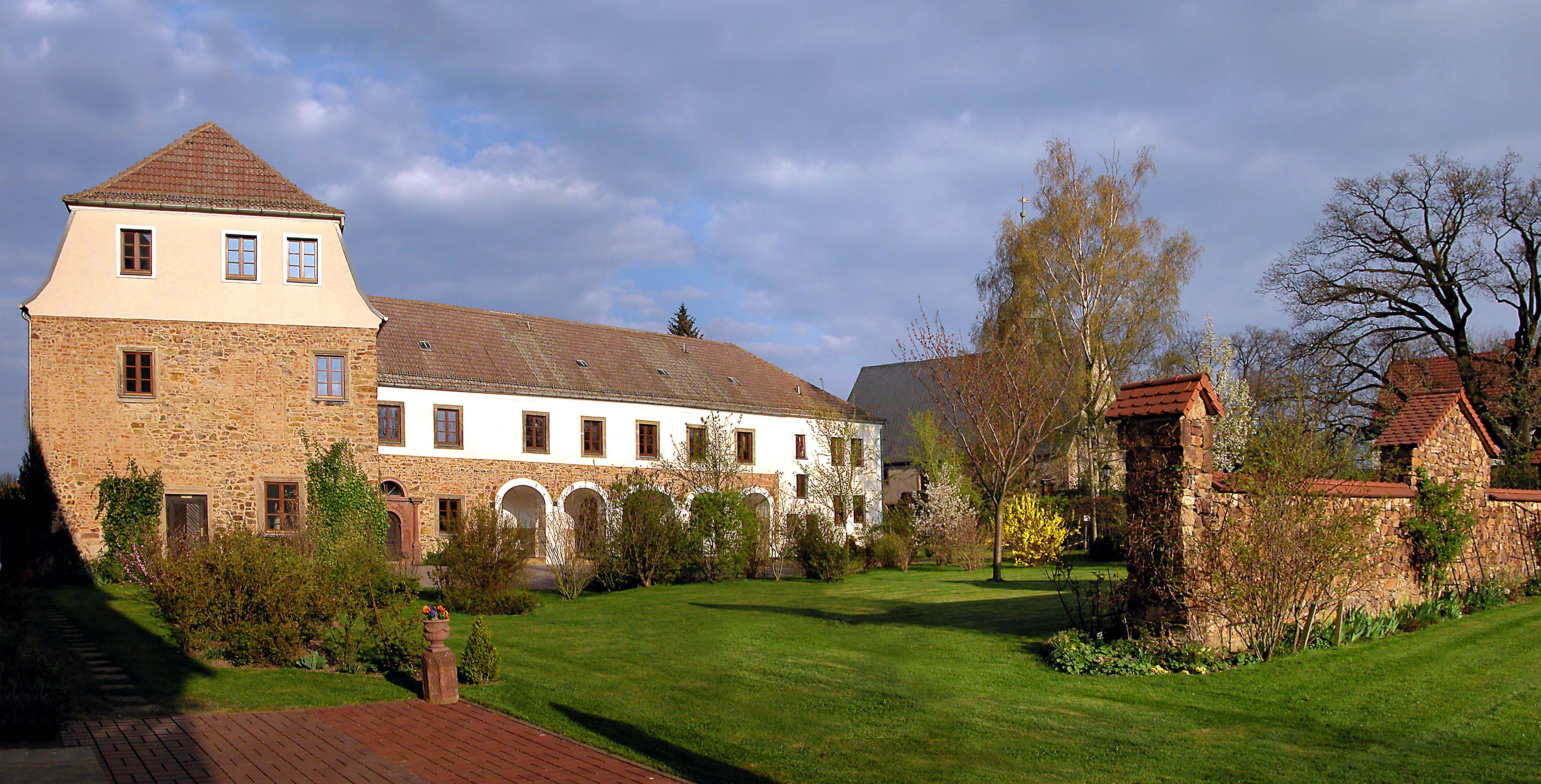
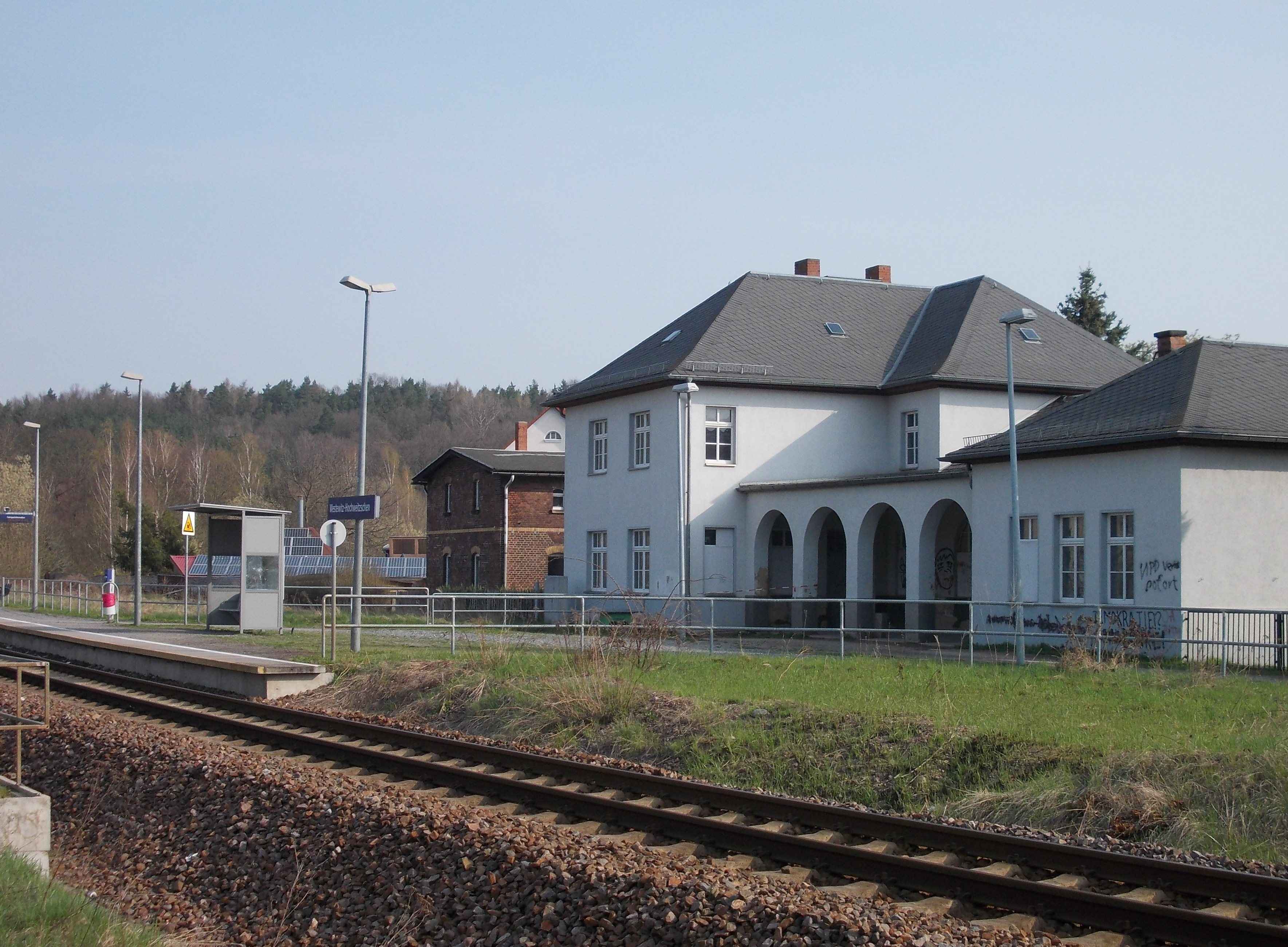